# Provincia de Kermán
Kermán (en persa: کرمان) es una de las 31 provincias de Irán. Se encuentra al sudeste del país, su capital es Kermán. Es la tercera provincia más extensa del país con 180.836 km². Tiene alrededor de 2 millones de habitantes. Gran parte de la provincia es un amplio desierto de arena, aunque con amplios oasis donde se cultiva el dátil, naranjas y pistachos. Es dependiente de ghanats (canales subterráneos) para riego. La parte central es una zona montañosa con el monte Hezar como el pico más alto, con una altitud de 4.465 metros. 

Condados de Kerman

La capital de la provincia es la ciudad de Kermán, con una población de 360.000 habitantes. Otras ciudades importantes son Sirjan, Bam, Rafsanjan, Mahan.
- Datos: Q165352
- Multimedia: Kerman Province / Q165352